# 暴走機関車
『暴走機関車』（ぼうそうきかんしゃ、原題: Runaway Train）は、1985年公開のアメリカのパニック映画。

## ストーリー
アラスカ州の重犯罪者刑務所からの脱獄を繰り返した囚人マニーは、所長のランケンに目の敵にされて3年間もの間懲罰房に入れられていた。しかし世論から批判を浴び、さらに裁判で敗訴したランケンは、マニーを普通房に戻すことを余儀なくされる。しかし、ランケンは他の囚人を使い殺害を企てるが失敗する。姑息なやり方に激怒したマニーは、彼を慕う囚人バックの協力を得て刑務所から脱獄しようとするが、「一緒に脱獄したい」と嘆願されて同行することになる。操車場に辿り着いた二人は、ちょうど構内に入ってた4重連のディーゼル機関車に隠れて乗り込み、アラスカからの脱出を図る。しかし、発車直後に機関士が心臓発作を起こして意識を失い機関車から転落してしまい、非常ブレーキをかけるも機関出力が全開のままだったためにブレーキシューが焼け落ち、ついに列車は無人の状態で暴走を始めてしまう。一方、二人の脱獄を知ったランケンはヘリコプターで捜索を開始、間もなく通報で操車場に逃げ込んだことを知る。
機関車が暴走との通報を受けた指令所のフランクは、列車の正面衝突を避けるべく指令システムで対向列車を側線に退避させるべく策をとる。しかし、機関車の速度は上がり続け、側線に退避しようとしている対向する貨物列車に突っ込んで最後尾の緩急車を粉砕して走り続ける。ようやく異常事態に気付くマニーとバックだったが、「機関士がどこかにいるはず」と考え、また姿を見られて通報されることを危惧してその場を動かずにいた。一方、フランクの上司である運行部長のマクドナルドは、会社の損失回避を優先して機関車を脱線させるようにフランクに命令する。フランクは渋々ながら機関車を脱線させるために保線係を動員し手動で転轍器を操作して脱線を試みようとするが、保線員が無人のはずの機関車から警笛が鳴ったことを知らせたため、急遽転轍器を元に戻し機関車を停車させる方針に切り替える。同じように、警笛を聞いたマニーとバックは、誰かが乗っていることに一旦は安堵するものの、警笛を鳴らした女性作業員サラが後方に避難してくるのを見つけて状況を問い詰める。そして機関車が無人であること、非常用の機関停止ボタンは先頭車両からの操作が必要なこと、2両目の機関車が流線型であり、前部の貫通扉が緩急車との衝突で開かなくなってしまったため、先頭の機関車に辿り着けないことを理解する。
三人は機関車の電気連結器を切断して後部三両の機関を止め速度を落とすことに成功するが、根本的な解決には至らず、2両目の貫通扉をこじ開ける作業も失敗。結局外から先頭車両へ行かなければならず、バックがその役目を買って出る。だが、猛スピードと寒さの中、掴まる箇所が無い機関車の側面を渡っていくことが出来ず逃げ戻ってしまう。激怒したマニーはバックを殴りつけ再び外に出そうとする。止めようとしたサラも殴られてしまう。それを見たバックは激怒、マニーはナイフを取り出して襲い掛かろうとしてバックはスパナを構え、殺し合い寸前の状況になる。サラが絶叫して二人を止めるが、囚人仲間の憧れだったマニーが、自分だけが逃げ切ることしか考えていなかったことを知ったバックは失望する。その頃、暴走する機関車が化学工場に突入する可能性があることを知ったマクドナルドは、機関車を廃線に移動して脱線させることを決定する。
機関車が本線から廃線に移され見捨てられたことを知ったサラは絶望するが、そこにフランクから情報を聞き出したランケンがヘリコプターで追い着く。ランケンは部下をヘリコプターから伸びる縄ばしごを使い機関車に乗り移させようとするが、部下は着地に失敗し運転席の窓ガラスに頭を打ち付けて失神し落下する。それを見たマニーは興奮して割れた窓から身を乗り出し、ランケンを挑発する。ランケンが自ら機関車に乗り移ろうとするのを見たマニーは、彼と決着を付けるため割れた窓からフードに乗り一人で先頭車両へ飛び移る。飛び移りに失敗し連結器にしがみ付いて連結器の隙間に指を挟まれ重傷を負うが、何とか先頭車両の運転室に辿り着きマニーは運転室でランケンを待ち伏せし、消火器を浴びせ隙を見て彼を気絶させ、手錠を奪い取りランケンを拘束する。気を取り戻したランケンは「脱線してお前は死ぬ」と告げ、マニーに非常停止ボタンを押して列車を止めるよう諭すが、マニーは「俺は自由だ」と意に介さずランケンとの数分の旅を決め込む。しかしながらランケンの「バックと女はどうなる？」との言葉にマニーは、「（死ぬのは）俺とお前だけだ」と言い残し、連結器を切り離してバックとサラの命を救う。バックはボタンを押して止めるよう絶叫するが、サラは「（あの人は）自由を選んだ」と理解の言葉を残し、マニーは暴走を続ける先頭の機関車の屋根に上って吹雪の雪原の中に姿を消していく。

### 備考
黒澤明の原作では非常ボタンを押して機関車を止め、再度刑務所に戻されている（下記参照）。

## キャスト
| 役名                   | 俳優                    | 日本語吹替                                          | 日本語吹替                                                                         | 日本語吹替 |
| 役名                   | 俳優                    | TBS版                                               | テレビ朝日版                                                                       |            |
| ---------------------- | ----------------------- | --------------------------------------------------- | ---------------------------------------------------------------------------------- | ---------- |
| マニー                 | ジョン・ヴォイト        | 樋浦勉                                              | 麦人                                                                               |            |
| バック                 | エリック・ロバーツ      | 野島昭生                                            | 堀内賢雄                                                                           |            |
| サラ                   | レベッカ・デモーネイ    | 高島雅羅                                            | 佐々木優子                                                                         |            |
| フランク・バーストゥ   | カイル・T・ヘフナー     | 小川真司                                            | 野島昭生                                                                           |            |
| ランケン刑務所長       | ジョン・P・ライアン     | 穂積隆信                                            | 有川博                                                                             |            |
| エディー・マクドナルド | ケネス・マクミラン      | 大宮悌二                                            | 緒方賢一                                                                           |            |
| デイブ・プリンス       | T・K・カーター          | 谷口節                                              | 檀臣幸                                                                             |            |
| ルビー                 | ステイシー・ビックレン  | 杉山佳寿子                                          | 榎本智恵子                                                                         |            |
| ジョナ                 | エドワード・バンカー    | 池田勝                                              | 稲葉実                                                                             |            |
| ジョーダン             | カーメン・フィルピ      |                                                     |                                                                                    |            |
| ジャクソン             | タイニー・リスター・Jr. |                                                     | 中多和宏                                                                           |            |
| バックと闘うボクサー   | ダニー・トレホ          |                                                     |                                                                                    |            |
| その他                 |                         | 野本礼三 郷里大輔 島香裕 伊井篤史 横尾まり 梅津秀行 | 福田信昭 辻親八 北村弘一 西村知道 宝亀克寿 星野充昭 大川透 くればやしたくみ 青山穣 |            |
|                        |                         |                                                     |                                                                                    |            |
| 演出                   |                         | 小林守夫                                            | 伊達康将                                                                           |            |
| 翻訳                   |                         | 岩本令                                              | 平田勝茂                                                                           |            |
| 効果                   |                         |                                                     | リレーション                                                                       |            |
| 調整                   |                         |                                                     | 荒井孝                                                                             |            |
| プロデューサー         |                         | 上田正人                                            | 圓井一夫                                                                           |            |
| 解説                   |                         | 荻昌弘                                              | 淀川長治                                                                           |            |
| 制作                   |                         | 東北新社 TBS                                        | 東北新社                                                                           |            |
| 初回放送               |                         | 1988年2月16日 『ザ・ロードショー』 20:00-21:54      | 1998年6月21日 『日曜洋画劇場』 21:02-22:54                                         |            |

※2018年10月2日発売のBDには2種類の吹き替えを全て収録。

## 車両解説

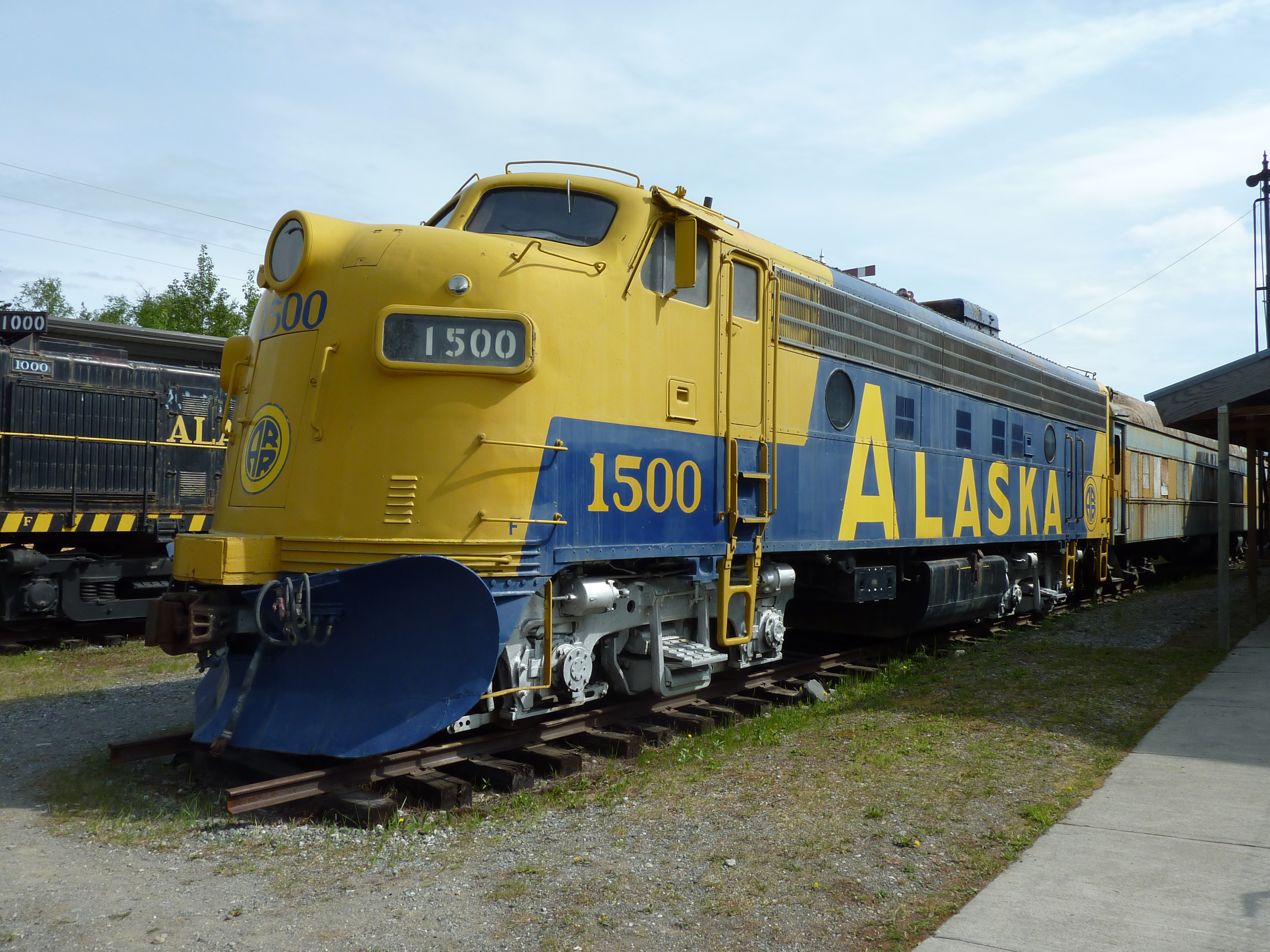
2両目に連結されていたF7A-1500号はアラスカの交通工業博物館に保存。作中のナンバーボードは500号と表示されていた。

機関車は4両編成で、全車両エレクトロ・モーティブ・ディーゼル社製で、アラスカ鉄道所有。
- 1号車・・・GP40-2（3010号）
- 2号車・・・F7A（1500号・旧式のキャブ・ユニットと称する形態のディーゼル機関車）
- 3号車・・・GP7Lr（1801号）
- 4号車・・・GP7Lr（1810号）

GP7Lrの2両は、出演に際してショートフードをオリジナルの高さに戻してある。
なお、出演する機関車が明らかに違うシーンもある（台車の形式・細部の形状などで判別できる）。それらの中には、GP38-2・GP7・GP28（クラッシュシーン）も登場する。
1号車のGP40-3010号は新塗装を施され、2024年現在もアラスカ鉄道において使用されている。
2号車のF7A-1500号は現在は退役し、アラスカの交通工業博物館に保存されている。
4号車のGP7-1810号は後にオレゴン・パシフィック鉄道に売却された。
中盤に登場する貨物列車を牽引している機関車はMRS-1（1605号）。本作公開時には既に解体されていた。
操車場を出発するシーンで、BA&P鉄道（Butte, Anaconda and Pacific Railway）のGP38-2（108または109号）が登場するが、それらは1986年にアラスカ鉄道に売却され同社の2001・2002となり、2024年現在も現役である。

## その他
- 本作は黒澤明、菊島隆三（ノンクレジット）、小國英雄（ノンクレジット）が書いた脚本を基にしているが、大幅に改稿されている[3]。また黒澤は完成した映画を批判している[4]。
- 黒澤が企画した段階では、ヘンリー・フォンダとピーター・フォークの主演を予定していた[5]。
- 第58回アカデミー賞においてジョン・ヴォイトが主演男優賞に、エリック・ロバーツが助演男優賞にノミネートされた。